# Wisconsin State Fair
Die Wisconsin State Fair ist ein Jahrmarkt in West Allis, Wisconsin in den USA.
West Allis ist eine Vorstadt von Milwaukee. Die moderne Messe findet regulär im August statt, gelegentlich beginnt sie auch in den letzten Julitagen und dauert elf Tage.

## Geschichte
Die erste State Fair fand 1851 in Janesville, Wisconsin an zwei Tagen statt und hatte etwa 13.000 bis 18.000 Besucher. Die Messe wechselte zwischen verschiedenen Orten, bis sie 1892 in West Allis ihre feste Heimat fand. Das neue Aareal umfasste verschiedene Ausstellungsgebäude, eine Pferderennbahn mit vier Ställen und eine Tribüne für 6.000 Zuschauer. 1899 war eine der Attraktionen eine Automobilausstellung mit einem Rennen zwischen einem Abresch-Automobil und dem Traber King Allar. Der Ausgang ist nicht überliefert.
Nach Angaben der Veranstalter besuchten die Veranstaltung im Jahr 2019 1.130.572 Besucher.

## Veranstaltungen & Unterhaltung
Zum festen jährlichen Repertoire gehören viele Händler der verschiedensten Warengruppen, eine große Auswahl an Bewirtungsbetrieben mit unterschiedlichsten Speisen und Getränken. An den kulinarischen Angeboten lässt sich heute noch gut erkennen, das in Wisconsin der Großteil der europäischen Einwanderer aus Deutschland, Polen und Italien kam. Ein besonderer Renner der State Fair sind  traditionell cream puffs (Windbeutel).
Des Weiteren spielt Musik eine große Rolle, täglich gibt es auf mehreren Bühnen Konzerte lokaler wie bundesweit bekannter Musiker.
Zur Auswahl an Fahrgeschäften zählen Rainbow Valley's Freak Out, Spin Out, Super Loops, Kamikaze, Double Shock, Yo-Yo, Sizzler und seit 2010 gibt es die Comet-2-Achterbahn.
Parallel findet die landwirtschaftliche Fachmesse mit unter anderem Pferde-, Rinder-, Schafe- & Hühnerausstellungen statt.

## Besucherstatistik
- Durchschnittsalter: 39 Jahre
- 42 % sind Kinder und Jugendliche von 11–15 Jahren
- 88 % leben im Staat Wisconsin, die Hälfte davon im Großraum Milwaukee
- Durchschnittlich besuchen die Leute die State Fair zweimal.
- Im Schnitt verbringen sie 6 Stunden auf der Messe.

### Besucherrekorde
- Die erste Durchführung 1851 war der bis dato größte Anlass in Wisconsin.[1]
- Gesamtbesucherrekord:  1.130.572 im Jahr 2019
- Rekordbesuch am Eröffnungstag: 98.625 im Jahr 2009